# Xavier Le Pichon
Xavier Le Pichon (* 18. Juni 1937 in Quy Nhơn, Französisch-Indochina, heute Vietnam; † 22. März 2025) war ein französischer Geologe und Pionier der Plattentektonik, für die er 1968 ein Modell vorschlug. Ab 1986 hielt er den Lehrstuhl für Geodynamik am Collège de France.

## Leben
Xavier Le Pichon erhielt seine Lizenz im Fach Physik an der Universität Caen im Jahr 1959. Vier Jahre später wurde er Forschungsassistent an der Columbia University in New York, und weitere drei Jahre später errang er den Doktortitel an der Universität Straßburg.
Le Pichon wurde in der Fachwelt durch das von ihm 1968 vorgelegte Modell der Plattentektonik bekannt. Dieses Modell beruht auf den Grundlagen, die Dan Peter McKenzie und Robert L. Parker ein Jahr vorher entwickelt hatten, und beschreibt den Aufbau der Kruste der Erde aus sechs großen Kontinentalplatten und ihre Bewegungen in den letzten 120 Millionen Jahren. Dank dieses Modells wurde es möglich, die Entstehung von Erdbeben und ihre Verteilung auf der Erde besser zu verstehen, und die Geschichte der Kontinente genauer zu beschreiben. 1973 wurde sein mit Jean Bonnin und Jean Francheteau geschriebenes Buch Plate Tectonics veröffentlicht, das viele Jahre ein Standardwerk im Bereich der Plattentektonik war.
1969 übernahm er die Leitung der geologischen Abteilung am Centre d’Océanologie in Brest und wurde einer der Leiter des „Projekts FAMOUS“. 1978 wurde er zum Professor an die Universität Pierre und Marie Curie in Paris berufen. 1984 wurde er zum Direktor der geologischen Abteilung an der École normale supérieure in der Rue d’Ulm in Paris ernannt. Seit 1986 hielt er den Lehrstuhl für Geodynamik am Collège de France.
Neben seiner Forschertätigkeit setzte sich Xavier le Pichon intensiv für die Belange von geistig Behinderten ein. Ab 1976 lebte er mit seiner Familie in einem Zentrum der Communauté de l’Arche. Xavier Le Pichon starb am 22. März 2025 im Alter von 87 Jahren.

## Ehren und Auszeichnungen
Le Pichon erhielt unter anderem folgende Ehrungen:
- 1973: Silbermedaille des CNRS
- 1984: Maurice-Ewing-Medaille der American Geophysical Union
- 1985: Mitglied der Académie des sciences; Ritter der Ehrenlegion
- 1988: Mitglied der Academia Europaea[6]
- 1989: Ehrendoktor der Dalhousie University
- 1990: Japan-Preis; Offizier des Ordre national du Mérite
- 1991: Wollaston-Medaille der Geological Society of London
- 1992: Ehrendoktor der ETH Zürich
- 1995: Assoziatives Mitglied der National Academy of Sciences
- 2002: Balzan-Preis[7]
- 2019: Leopold-von-Buch-Plakette

## Werke
- mit J. Francheteau und J. Bonnin: Plate Tectonics, Elsevier, 1973, 300 S.
- mit G. Pautot: Le Fond des Océans, Que sais-je ?, 1976, 128 S.
- mit C. Riffaud: Expédition Famous, à 3000 m sous l’Atlantique, Albin Michel, 1976, 300 S.
- Kaiko, voyage aux extrémités de la mer, Éditions Odile Jacob-Le Seuil, 1986, 255 S.
- Aux Racines de l’homme : de la mort à l’amour, Presses de la Renaissance, 1997, 300 S.
- mit Tang Yi Jie: La Mort, Desclée de Brouwer, 1999, 154 S.
- The oceanic crust, Scientific American, September 1983 (Heft Dynamic Earth)